# Barra de título

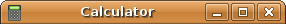
La barra de título de la calculadora de GNOME, en Ubuntu.

La barra de título es la parte de la ventana de una aplicación informática que permite al usuario identificarla a través de su título. También permite moverla, minimizarla, maximizarla o cerrarla.
En la mayoría de los sistemas operativos gráficos y gestores de ventanas se presenta como una barra horizontal que se sitúa en la parte superior de la ventana. Opcionalmente, puede aparecer debajo de ella la barra de menús.

## Características
El texto por defecto de una barra de título suele incluir el nombre de la aplicación y/o de su desarrollador, el nombre del archivo en el que se está trabajando, y a veces el nombre de la máquina en la que se está ejecutando el programa. Existen varios métodos para controlar el texto de una barra de título (dependiendo del entorno informático, puede tratarse de la selección de un menú, una secuencia de escape, parámetros o incluso opciones en la línea de comandos).
La mayoría de los navegadores web muestran en la barra de título el título de la página que se está visitando (elemento HTML title), a menudo precedido o seguido del nombre de la aplicación.
La barra de título suele incluir elementos gráficos que permiten realizar determinadas operaciones en la ventana, como botones para maximizarla, minimizarla y cerrarla, y puede contener otros elementos, como el icono de la aplicación, un reloj, etc.
En muchos entornos gráficos de usuario, como los de Apple Macintosh y Microsoft Windows, el usuario puede mover una ventana haciendo clic en su barra de título y arrastrándola a otro lugar.